# Фрашка
Фрашка (пол. fraszka, итал. frasche — пустяки, вздор, фр. frasque — шалость, проказы) — один из литературных жанров. Получил распространение в польской литературе начиная с XVI века, благодаря влиянию двора королевы Боны и многочисленным путешествиям поляков в Италию с целью усвоения гуманистического образования и внешнего лоска. В обычном употреблении фрашка означает мелочь, пустяки. В литературном же значении это слово, насколько известно, впервые было употреблено Яном Кохановским для обозначения таких литературных произведений, которые соединяют в себе признаки эпиграмм, отличаясь от них только сильно шутливым и пикантным тоном. Обычно фрашки, как и эпиграммы, состоят из двух-четырёх строк (редко длиннее). Могут сочиняться на самую разную тематику.

## Примеры
Ян Кохановский писал свои фрашки главным образом в молодости, но напечатаны они были в год его смерти (1584). Пристрастие Кохановского к фрашкам было отчасти результатом его воззрения на человеческую жизнь. Он говорил: «Фрашка — это всё, о чём мы только думаем, всё, что мы делаем; нет ничего прочного на свете». Фрашки Кохановского нашли много подражателей. Термин этот встречается в заголовке сочинения Вацлава Потоцкого: «Jovialitates albo żarty i fraszki» (1746); то же у Францишека Ковальского, издавшего в 1839 году во Львове свои «Fraszki, pisane od 1824 do 1828»; сочинение Миколая Бернацкого (Родоча) озаглавлено тем же термином: «Satyry i fraszki, wydanie drugie pomnożone» (Варшава, 1899). В XX веке (1948) термин употребляли Станислав Ежи Лец (в томике сатирической поэзии, созданной после войны: «Życie jest fraszką», «Жизнь — это фрашка») и Юлиан Тувим.